# Distrito de Liestal
El distrito de Liestal (en alemán Bezirk Liestal) es uno de los cinco distritos del cantón de Basilea-Campiña. Tiene una superficie de 85,83 km². La capital del distrito es la ciudad Liestal.

## Geografía
El distrito de Liestal limita al norte con el distrito de Lörrach (DE-BW), al noreste con Rheinfelden (AG), al este con Sissach, al sur con Waldenburgo, y al oeste con Dorneck (SO) y Arlesheim.

## Comunas
| Distrito de Liestal | Distrito de Liestal    | Distrito de Liestal |
| Comunas             | Población (31.12.2014) | Superficie km²      |
| ------------------- | ---------------------- | ------------------- |
| Arisdorf            | 1615                   | 9.99                |
| Augst               | 836                    | 1.64                |
| Bubendorf           | 4396                   | 10.81               |
| Frenkendorf         | 6450                   | 4.58                |
| Füllinsdorf         | 4391                   | 4.62                |
| Giebenach           | 1060                   | 1.32                |
| Hersberg            | 338                    | 1.67                |
| Lausen              | 5044                   | 5.56                |
| Liestal             | 13 956                 | 18.21               |
| Lupsingen           | 1400                   | 3.12                |
| Pratteln            | 15 601                 | 10.70               |
| Ramlinsburg         | 701                    | 2.24                |
| Seltisberg          | 1309                   | 3.57                |
| Ziefen              | 1551                   | 7.80                |
| Total (14)          | 58 648                 | 85.83               |